# فرودگاه منطقه‌ای باراکا
فرودگاه منطقه‌ای باراکا (به انگلیسی: Baracoa Regional Airport) (به زبان بومی: Aeropuerto Baracoa de Magangue) یک فرودگاه منطقه‌ای بهره‌برداری هوایی با کد یاتا MGE است که یک باند فرود آسفالت دارد و طول باند آن 1,500 x 21 متر است. این فرودگاه در کشور کلمبیا قرار دارد و در ارتفاع ۳۰ متری از سطح دریا واقع شده‌است.